# Чирков, Пётр Михайлович
Пётр Миха́йлович Чирко́в (14 сентября 1902, Лидино, Щучье-Озерский район — 11 июля 1995, Одесса) — советский военачальник, участник Гражданской и Великой Отечественной войн, генерал-лейтенант (31.05.1954).

## Биография
Родился 14 сентября 1902 года в семье крестьянина-бедняка в деревне Лидино Бирского уезда Уфимской губернии, ныне Биявашского сельского поселения в Октябрьского района Пермского края, русский.

### Гражданская война
С апреля 1920 года проходил службу красноармейцем РККА в Уфимском запасном стрелковом полку, затем с августа — в добровольческой роте 2-го полка 1-й Сибирской добровольческой бригады. В составе этой бригады участвовал в боях на Южном фронте против войск генерала П. Н. Врангеля. В боях в районе Жеребец–Орехов бригада была разбита, а её остатки пошли на пополнение 85-й стрелковой бригады 3-й стрелковой дивизии. Красноармейцем, затем курсантом школы младшего комсостава этой бригады участвовал в тяжёлых боях с врангелевцами в районе Жеребец–Александровск. В период с 16 по 22 октября 1920 года находился в плену, откуда бежал. С ноября того же года служил во 2-й Донской стрелковой дивизии, где был красноармейцем, затем с марта 1921 года — старшим делопроизводителем управления делами штаба дивизии. В её составе принимал участие в борьбе с вооружёнными формированиями Н. И. Махно в Таврической и Екатеринославской губерниях, а также антисоветских бандформирований в Донской области В августе 1921 года уволен из РККА «как несовершеннолетний».
В апреле–июле 1922 года рядовым бойцом ЧОН участвовал в подавлении кулацкого восстания в Бирском уезде Башкирии.
В 1923 году вступил в ВКП(б).

### Межвоенный период
В мае 1924 года вновь был призван в РККА и зачислен в 7-й Кавказский стрелковый полк 3-й стрелковой дивизии Кравказской Краснознаменной армии в городе Ленинакан, где проходил службу стрелком, командиром звена, отделённым командиром, политруком роты, младшим лектором полковой школы, помощником командира роты, политруком батареи артиллерийского дивизиона, политруком батареи лёгкого артиллерийского полка дивизии. С сентября 1928 года находился на учёбе на курсах переподготовки среднего политсостава РККА при Сумской артиллерийской школе им. М. В. Фрунзе, по окончании назначен врид командира батареи 3-го Кавказского артиллерийского полка. С сентября 1930 года был инструктором-лектором политического управления Отдельной Кавказской армии в городе Тифлис. С апреля 1932 года зачислен слушателем в Военную академию РККА им. М. В. Фрунзе. По её окончании с мая 1936 года находился в распоряжении Разведывательного управления Генштаба РККА, затем был назначен помощником начальника разведывательного отдела штаба ХВО. С августа 1939 года занимал должность начальника штаба 147-й стрелковой дивизии в ХВО и ОдВО.

### Великая Отечественная война
В начале войны в той же должности. До 2 июля 1941 года дивизия находилась в резерве Ставки ГК, затем в составе 6-й и 37-й армий Юго-Западного фронта участвовала в Киевской оборонительной операции, вела тяжёлые оборонительные бои в окружении в районе Пирятин, Прилуки. В середине октября полковник вышел с группой из 6 человек в районе села Писаревка Сумской области переодетым, с оружием и документами. После проверки с декабря 1941 года находился в резерве начсостава Южного фронта, затем был назначен начальником оперативного отдела штаба 12-й армии. Участвовал с ней в Барвенково-Лозовской наступательной операции.
С июня 1942 года занимал должность начальника штаба 56-й, а с сентября — 18-й армий Северо-Кавказского фронта. Соединения этих армий вели тяжёлые оборонительные бои на Кубани и в предгорьях Кавказа, участвовали в Армавиро-Майкопской и Туапсинской оборонительных операциях. С ноября 1942 года находился на учёбе в Высшей военной академии им. К. Е. Ворошилова. С июля 1943 года исполнял должность заместителя начальника штаба по ВПУ Юго-Западного (с 20 октября — 3-го Украинского) фронта.
С 21 января 1944 года и до конца войны командовал 15-й гвардейской стрелковой дивизией. В январе-апреле 1944 года её части в составе 37-й армии 3-го Украинского фронта принимали участие в Никопольско-Криворожской, Березнеговато-Снигиревской и Одесской наступательных операциях, в ходе которых были форсированы реки Ингулец, Днестр, освобождены города Кривой Рог и ст. Раздельная Одесской области. За образцовое выполнение заданий командования при освобождении города Кривой Рог она была награждена орденом Суворова 2-й степени.
В июне 1944 года дивизия по ж. д. была передислоцирована в Тернопольскую область, где вошла в 5-ю гвардейскую армию 1-го Украинского фронта. 13 августа она форсировала реку Висла и вела ожесточённые бои по удержанию Сандомирского плацдарма (Львовско-Сандомирская операция). 12 января 1945 года дивизия под его командованием в составе той же армии перешла в решительное наступление, форсировала реку Нида и вторглась в пределы Силезии, овладев городами Гутенталь, Кройцбург, Розенберг, Оппельн. 24 января её части форсировали реку Одер и до 30 января вели тяжёлые бои по расширению Одерского плацдарма (Висло-Одерская и Сандомирско-Силезская операции). В дивизия была передислоцирована в район города Бреслау, где участвовала в Нижнесилезской наступательной операции.
В ходе Берлинской операции её части форсировали реки Нейсе, Шпре, Эльба и 24 апреля штурмом овладели городом Риза, где встретились с союзными англо-американскими войсками. В начале мая её части вели наступательные бои по окружению и уничтожению дрезденского гарнизона противника, затем участвовали в Пражской наступательной операции. 11 мая её передовой отряд на автомашинах ворвался в столицу Чехословакии и вместе с другими соединениями армии участвовал в её освобождении. За это дивизии было присвоено наименование «Пражская».

### Послевоенная карьера
После войны генерал-майор П. М. Чирков продолжал командовать этой дивизией. С марта 1950 года исполнял должность начальника Управления боевой и физической подготовки ПрикВО. С августа командовал 34-м гвардейским стрелковым, а с апреля 1953 г. — 1-м стрелковым (с июня 1957 г. — 1-м армейским) корпусами. С января 1960 года генерал-лейтенант П. М. Чирков находился в распоряжении главкома Сухопутных войск, затем в марте назначен помощником командующего войсками ОдВО по вузам. С апреля 1961 года занимал должность помощника командующего войсками округа по гражданской обороне, он же начальник отдела гражданской обороны округа. С декабря 1964 года в запасе.
Умер 11 июля 1995 года в городе Одессе.

## Награды
СССР
- орден Ленина (24.06.1948)[4]
- четыре ордена Красного Знамени (26.10.1943[5][6], 07.09.1944[7], 03.11.1944 [4], 26.10.1955 [4])
- два ордена Суворова II степени (19.03.1944[8],  06.04.1945[9])
- орден Кутузова II степени (02.06.1945)
- орден Отечественной войны I степени (06.04.1985)[10]
- орден Красной звезды (28.10.1967)[11]
- Медали в том числе:
  - «XX лет Рабоче-Крестьянской Красной Армии» (1938)
  - «За оборону Киева» (1961)
  - «За оборону Кавказа» (1945)
  - «За Победу над Германией в Великой Отечественной войне 1941—1945 гг.» (1945)
  - «За освобождение Праги» (1945)
  - «Ветеран Вооружённых Сил СССР» (1976)
- знак «50 лет пребывания в КПСС»

Приказы (благодарности) Верховного Главнокомандующего в которых отмечен Чирков П. М.
- За овладение важным центром военной промышленности немецкой Силезии городом и крепостью Оппельн — крупным узлом железных и шоссейных дорог и мощным опорным пунктом обороны немцев па реке Одер. 24 января 1945 года. № 251.
- За прорыв обороны, разгром группы немецких войск юго-западнее Оппельна и овладении в немецкой Силезии городами Нойштадт, Козель, Штейнау, Зюльц, Краппитц, Обер-Глогау, Фалькенберг и 400-ми населёнными пунктами. 22 марта 1945 года. № 305.
- За овладение городом Дрезден – важным узлом дорог и мощным опорным пунктом обороны немцев в Саксонии. 8 мая 1945 года. № 366

Других стран:
- Орден «Легион почёта» (США)
- Военный крест 1939 года (ЧССР)
- Орден Virtuti Militari (Воинской доблести) (ПНР)
- Орден «Крест Грюнвальда» III степени (ПНР)
- Медаль «За Одру, Нису и Балтику» (ПНР),

Почётный гражданин города Раздельная (07.05.1986).